# Batalha de Nicópolis (48 a.C.)
A Batalha de Nicópolis foi travada entre as forças do rei Fárnaces II do Bósforo, filho de Mitrídates VI do Ponto, e o governador cesariano da província romana da Ásia, Cneu Domício Calvino, que terminou derrotado.

## Contexto
Depois de sua vitória sobre os pompeianos na Batalha de Farsalos no meio do ano de 48 a.C., Júlio César saiu em perseguição ao seu grande adversário, Pompeu Magno, até o Helesponto e o Egito. Para comandar a Ásia, César deixou um de seus oficiais, Cneu Domício Calvino, à frente de três legiões. Com a guerra ainda em andamento em Roma, César ordenou que Calvino lhe enviasse a maior parte de suas forças — duas legiões — para o Egito. Fárnaces II, do Reino do Bósforo, percebeu a oportunidade de recuperar os territórios perdidos por seu pai.
Diante do perigo, os reis Deiótaro, do Reino da Galácia, e Ariobarzanes III da Capadócia pediram ajuda a Calvino, que enviou emissários exigindo a retirada das forças de Fárnaces II dos territórios invadidos. Naquele momento, Calvino contava apenas com a Legio XXXVI e teve que contar com outras duas legiões recém-alistadas por Deiótaro, 100 cavaleiros gálatas e outros tantos capadócios. Calvino ordenou que seus oficiais buscassem forças auxiliares na Cilícia e que o pretor Pletório, governador do Ponto, viesse com mais uma legião recém-alistada em sua província. Todas estas unidades se reuniram em Comana antes do início da campanha contra Fárnaces II.
Os emissários voltaram com a informação de que Fárnaces havia abandonado a Capadócia, mas ainda continuava na Armênia, reclamando o território como herança de seu pai. Calvino desejava a guerra para colher os louros de uma vitória e avançou com suas três legiões sem esperar uma possível chegada de César, assumindo uma posição a partir da qual poderia ser facilmente suprido a partir da Capadócia.

## Batalha
Fárnaces II tentou ganhar tempo com tentativas de paz diplomáticas, mas, quando percebeu que não teria sucesso, se retirou para as imediações de Nicópolis, na Armênia Parva, instalando-se numa planície flanqueada por montanhas dos dois lados. Para chegar até o local, Calvino teria que atravessar um passo estreito onde Fárnaces havia disposto seus melhores soldados e quase toda sua cavalaria com a missão de emboscar o exército romano. Fárnaces II também ordenou que os habitantes locais mantivessem o trânsito normal pelo passo para manter a aparência de normalidade.
Domício desconfiou e não caiu na armadilha, obrigando Fárnaces a retirar suas tropas novamente. No dia seguinte, Domício acampou em frente da cidade e começou a fortificar seu acampamento, obrigado Fárnaces a deixar a planície com suas forças dispostas em linha com três corpos de reserva fazendo as vezes dos flancos. Calvino respondeu terminando sua fortificação e dispondo suas forças em trincheiras defensivas por entender que era impossível recuar em segurança. Fárnaces decidiu então construir sua própria linha dupla de trincheiras, dispôs sua cavalaria nos flancos e esperou pela retirada de Calvino. Este, por sua vez, decidiu forçar a batalha dispondo a Legio XXXVI na ala direita, a legião pôntica na esquerda e as legiões gálatas no centro, deixando apenas algumas coortes na reserva.
As duas forças iniciaram o combate e a XXXVI pôs em fuga a cavalaria de Fárnaces, obrigando-a a retroceder contra a muralha e as trincheiras que protegiam seu próprio acampamento. A segunda linha romana tentava circundar o fosso que defendia as posições inimigas para atacá-las pelos flancos, mas a legião pôntica cedeu e a gálata também. Fárnaces havia conseguido por em fuga o flanco direito e o centro do exército de Calvino e iniciava um movimento para cercar a legião romana. Calvino não teve escolha senão ordenar uma retirada para uma colina próxima, a partir de onde partiu para a Síria atravessando a Capadócia com que restou de seu exército.

## Consequências
As tropas romanas e pônticas foram massacradas, incluindo muitos nobres asiáticos e quase toda a cavalaria. Depois desta vitória, Fárnaces utilizou todas as suas forças para ocupar o Ponto sem encontrar resistência. Somente depois da vitória na Batalha de Zela, em 47 a.C., os romanos conseguiram reverter a situação. Calvino continuou contando com a confiança de César e chegou a perseguir Fárnaces II com sua cavalaria na Batalha de Zela. Ele depois lutaria na campanha africana de César no final da guerra civil.